# Winnebago (Nebraska)
Winnebago é uma aldeia localizada no estado americano do Nebraska, no Condado de Thurston.

## Geografia
De acordo com o United States Census Bureau, a aldeia tem uma área de 0,5 km², onde todos os 0,5 km² estão cobertos por terra.

### Localidades na vizinhança
O diagrama seguinte representa as localidades num raio de 20 km ao redor de Winnebago.

## Demografia
Segundo o censo nacional de 2010, a sua população é de 774 habitantes e sua densidade populacional é de 1 494,22 hab/km². É a localidade mais densamente povoada do Nebraska. Possui 227 residências, que resulta em uma densidade de 438,23 residências/km².